# Homohadena stabilis
Homohadena stabilis är en fjärilsart som beskrevs av Smith 1896. Homohadena stabilis ingår i släktet Homohadena och familjen nattflyn. Inga underarter finns listade i Catalogue of Life.